# Sukorame (Musuk)
Sukorame is een bestuurslaag in het regentschap Boyolali van de provincie Midden-Java, Indonesië. Sukorame telt 3008 inwoners (volkstelling 2010).